# Ramaria inedulis
Ramaria inedulis är en svampart som beskrevs av Singer 1969. Ramaria inedulis ingår i släktet Ramaria och familjen Gomphaceae.   Inga underarter finns listade i Catalogue of Life.